# Ceratostylis elmeri
Ceratostylis elmeri är en orkidéart som beskrevs av Oakes Ames. Ceratostylis elmeri ingår i släktet Ceratostylis och familjen orkidéer. Inga underarter finns listade i Catalogue of Life.